# Воловно
Воловно (пол. Wołowno, нім. Windtken) — село в Польщі, у гміні Йонково Ольштинського повіту Вармінсько-Мазурського воєводства.
Населення — 324 особи (2011).

## Демографія
Демографічна структура станом на 31 березня 2011 року:
|          | Загалом | Допрацездатний вік | Працездатний вік | Постпрацездатний вік |
| -------- | ------- | ------------------ | ---------------- | -------------------- |
| Чоловіки | 172     | 51                 | 106              | 15                   |
| Жінки    | 152     | 35                 | 94               | 23                   |
| Разом    | 324     | 86                 | 200              | 38                   |